# Zmije řetízková
Zmije řetízková (Daboia russelli) je jedovatý had z jižní a jihovýchodní Asie, jediný z rodu Daboia. Areál jejího rozšíření obsahuje oblast od Pákistánu, přes Indii, Bangladéš, Nepál, jižní Čínu, Srí Lanku, Tchaj-wan, Myanmar, Kambodžu, Thajsko, až po Indonésii, kde se vyskytuje na východní Jávě, ostrovech Lomben, Komodo, Endeh a Flores. Populace v Laosu, Vietnamu a na Sumatře není prokázána.

## Poddruhy
Ještě před nedávnem bylo uznáváno několik poddruhů, dnes jsou uznávány již jen dva:[zdroj?]
- Daboia russelli russelli, kam byly zařazeny dřívější poddruhy D. r. nordicus a D. r. pulchella. Poddruh obývá východní Pákistán (provincie Sindh a Páňdžháb), Indii, Bangladéš, Srí Lanku a Nepál.
- Daboia russelli siamensis, kam byly zařazeny tyto poddruhy: D. r. formosensis, D. r. limitis a D. r. sublimitis. Vyskytuje se v Myanmaru, Thajsku, Kambodži, jižní Číně, Indonésii (východní Jáva a ostrovy Lomben, Komodo, Endeh a Flores) a na Tchaj-wanu. Populace tohoto podruhu jsou pravděpodobně navzájem odděleny a žijí spíše ostrůvkovitě.

## Vzhled
Zmije má klasické zmijí tělo, oválné, tlusté, a s oválnou hlavou. Dosahuje až 120 cm délky, ale největší údaje hovoří až o 185 cm. Občas jsou k nalezení jedinci dlouzí 160 cm, ale to už je vzácné. Had má výrazný nasální štítek. Zbarvení je různorodé, od šedé, přes hnědou až po pískově žlutou. Výraznou dominantou jsou oválné skvrny uspořádané pravidelně na hřbetu a bocích. Díky nim dostala své české jméno, připomínají totiž řetěz. Okraje skvrn jsou často bíle lemované, někdy se i navzájem dotýkají. Pro svou krásnou kůži bývá často lovena.

## Způsob života
Had se vyskytuje v různorodém prostředí, od nížin až po hory, od deštných lesů až po horské lesy. Dosahuje výšky i 3000 m n. m. Stejně různorodé je i spektrum potravy. Loví vše od hmyzu, obojživelníků, plazů, až po ptáky a savce. Samice rodí živá mláďata, většinou 20 až 40 kusů, ale občas i přes 60!

## Jedovatost
Zmije řetízková je jeden z nejnebezpečnějších hadů světa. Pro její velké rozšíření a silný jed má na svědomí mnoho úmrtí především v Indii. Navíc je aktivní hlavně v noci, takže se občas stane, že leze do lidských příbytků, kde je nebezpečí uštknutí ještě větší. Ročně způsobí smrt několika tisíc lidí. Její jed se sice nedá srovnávat s jedy kober, ale zmije ho má daleko větší množství. Uštknutí je provázeno prudkou bolestí, otoky, krvácením a nakonec kolapsem dýchacího ústrojí. V Indii je známa "Velká indická čtyřka": kobra indická, bungar modravý, zmije řetízková a zmije paví.